# Adelocera fasciata
Adelocera fasciata (лат.) — вид жуков подсемейства Agrypninae внутри семейства щелкунов (Elateridae).

## Описание
Жуки длиной 14—16 мм. Тело чёрное, тёмно-коричневое. Верхняя сторона тела, как правило, в золотистых чешуйках, которые образуют перевязи на надкрыльях позади середины, а иногда и перед ней поперечные волосистые перевязи.
Третий членик усиков равен второму или едва заметно больше него. Боковой край переднеспинки острый. Задние углы переднеспинки направлены назад и наружу.

## Экология
Обитают в лесной зоне. Живут под корой сосен и елей.
На взрослых щелкунах отмечено несколько видов клещиков: Troupeauia nova и Troupeauia crabronis (оба из семейства Acaridae).